# Autobahn (Kroatien)

Zeichen für die Autobahn

Aktuelles Autobahnnetz in Kroatien

Die Autobahnen (kroatisch: Autoceste, singular Autocesta) sind ein Straßentyp in Kroatien und bilden einen Teil des nationalen Fernstraßennetzes. Sie dienen dem überregionalen und internationalen Verkehr.
Derzeit existieren Autobahnen mit einer Länge von etwa 1428 Kilometern, ungefähr 140 Autobahnkilometer werden gebaut. Das geplante Autobahnnetz beträgt rund 1800 Kilometer. Die wichtigste und längste Autobahnverbindung ist die A1. Weitere wichtige Verbindungen sind die A2, A3, A4 und A6.
Für fast alle Autobahnen werden Gebühren (kroatisch: Cestarina) erhoben und es gilt ein Tempolimit von 130 km/h.

## Geschichte

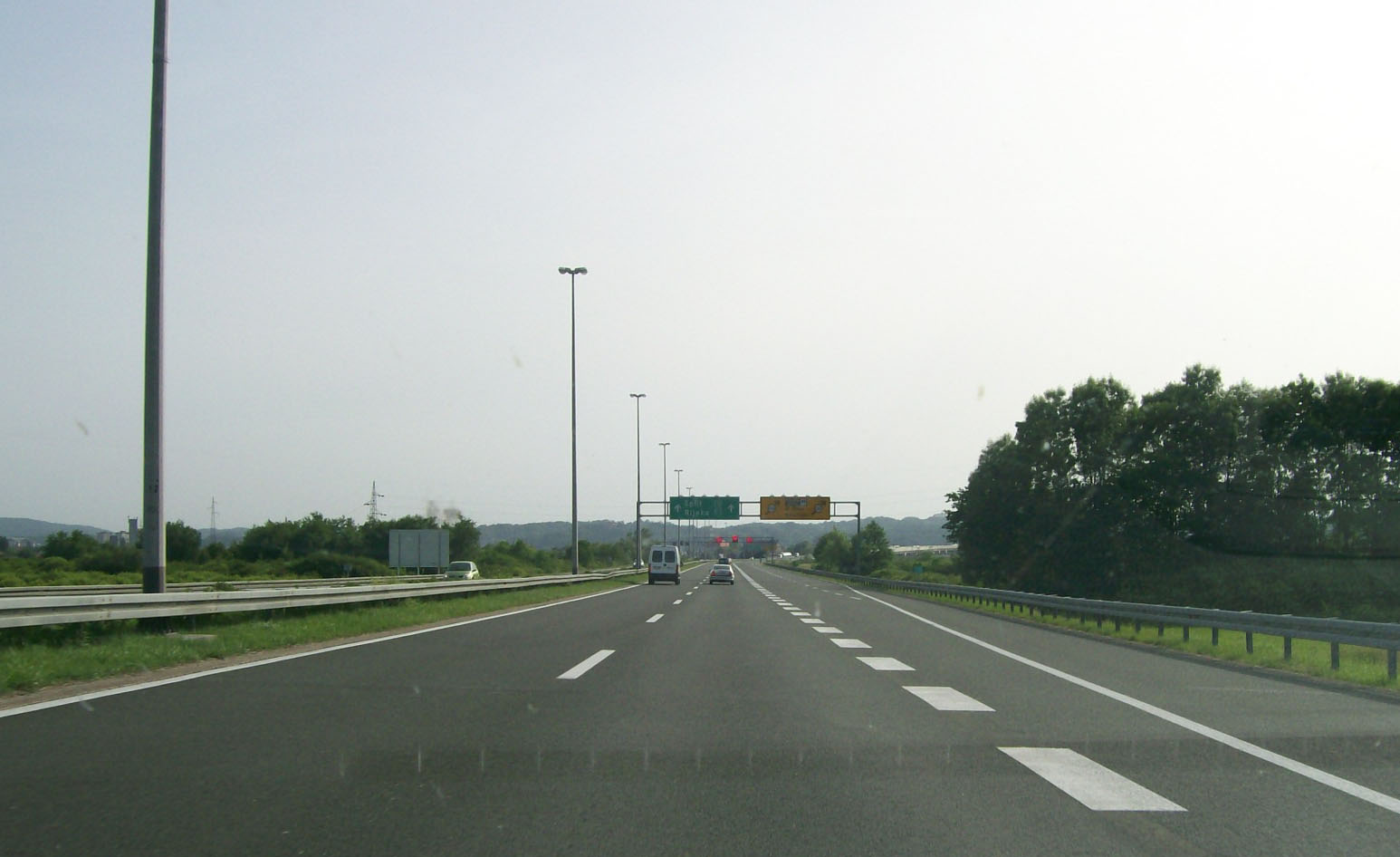
Die A1 an der Anschlussstelle Karlovac

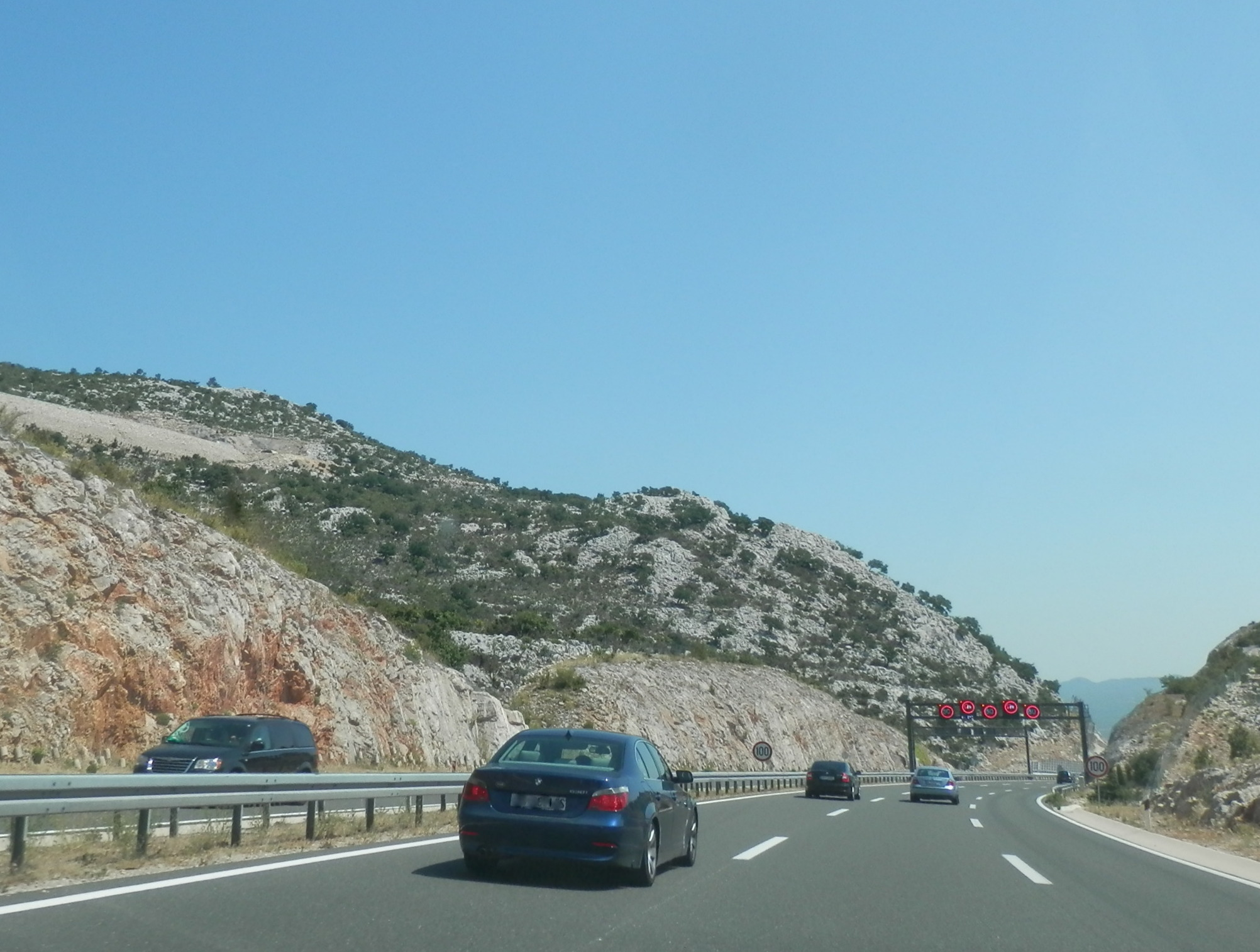
Die A1 zwischen Zagreb und Split (2013)

Der Autobahnbau in der kroatischen Teilrepublik der SFR Jugoslawien begann 1970. Bis Ende der 1960er Jahre wurden gar keine Autobahnen gebaut. Nach dem sogenannten kroatischen Frühling erfolgten 1971/72 die Freigaben der ersten insgesamt 50 Kilometer bei Rijeka sowie von Zagreb nach Karlovac. Allerdings wurden danach bis 1980 mit Ausnahme eines kurzen Abschnittes keine Autobahnkilometer mehr fertiggestellt und die wenigen Neubauten der 1980er Jahre beschränkten sich bis zur Unabhängigkeitserklärung 1991 fast ausschließlich auf die Strecke von Zagreb nach Slavonski Brod (als Teil des Autoput Bratstvo i jedinstvo, heute die Autobahn A3). Darüber hinaus wurde der Weiterbau der Autobahn Zagreb-Karlovac zur zweitgrößten Stadt Split (heute die Autobahn A1) sowie zur wichtigsten Hafenstadt Rijeka (heute die Autobahn A6) stets von der regierenden kommunistischen Partei verhindert. Wegen des Kroatienkriegs kamen bis 1996 zu den 284,4 km Autobahnen sowie weiteren 23,8 Kilometer Halbautobahnen keine Neubauten hinzu.
Zu Beginn der 2000er Jahre wurde der Autobahnbau beschleunigt. Die Gründe dafür lagen vor allem daran, dass die kroatische Regierung Konzessionen für bestimmte Autobahnprojekte vergab.
Das wichtigste Autobahnprojekt war die 467 km lange Autobahn A1 von Zagreb über Split bis Vrgorac. Es wurde am 26. Juni 2005 vollständig ausgebaut, das heißt, durchgehend zweispurig in beiden Richtungen (zweiröhrige Tunnel sind auf der gesamten Strecke vorhanden). Die A1 verbindet den kontinentalen Teil Kroatiens mit dem mediterranen Dalmatien. Das wichtigste Bauwerk stellt der Sveti-Rok-Straßentunnel (5.687 m) durch das Velebit Gebirgsmassiv dar, der praktisch zwei Klimazonen miteinander verbindet (das Gebirgsklima Zentralkroatiens mit dem mediterranen Klima Dalmatiens). Der modernste und gleichzeitig längste Tunnel Kroatiens befindet sich ebenfalls auf der A1-Trasse. Es ist dies der Tunnel durch den Gebirgszug Mala Kapela (5.780 m). 2013 erfolgte die Weiterführung bis zur wichtigen süddalmatinischen Hafenstadt Ploče.
Im Frühjahr 2004 wurde das letzte noch verbleibende Teilstück der Autobahnverbindung A6 zwischen Rijeka und Zagreb fertiggestellt. Seit Oktober 2008 ist die Autobahn durchgehend mit zwei Fahrbahnen befahrbar. Im Juni 2005 existierten ab der slowenischen Grenze die Autobahn A9 bei Umag in Richtung Süden nach Rovinj bzw. Pula und die Autobahn A7 vom Grenzübergang Rupa bis Rijeka. Im Juni 2006 erfolgte die Eröffnung des letzten Abschnittes der Autobahn A3 von Županja (Ost-Slawonien) nach Serbien. Im Mai 2007 erfolgte die Fertigstellung der Autobahn A2 Zagreb–Krapina (Grenzübergang Macelj, südlich von Maribor).
Der östliche und westliche „Flügel“ des sogenannten „istrischen Ypsilons“, die Autobahnen A8 und die A9 (Autobahnverbindung in Istrien) sind seit Anfang Juni 2005 für den Verkehr geöffnet. Zurzeit wird das istrische Ypsilon ausgebaut, so dass es in beide Richtungen zwei Spuren gibt. Bis auf die letzte Etappe vom Učka-Tunnel bis zur Verzweigung mit der Autobahn A7 bei Matulji ist bereits das gesamte istrische Ypsilon zweispurig in beide Richtungen ausgebaut. Die letzte Etappe des Ausbaus ist in Bau.
Der Ausbau des europäischen Nord-Süd-Korridors 5c zwischen der ungarischen Grenze bei Beli Manastir, Osijek und der bosnischen Grenze in Richtung Sarajewo wird als Autobahn A5 realisiert. Am 9. November 2007 wurde das Teilstück der A5 von Sredanci bis Đakovo feierlich für den Regelverkehr freigegeben. Weitere Abschnitte wurden in den Jahren 2009, 2015 und 2021 freigegeben. Der letzte ca. 5,9 km lange Abschnitt von Beli Manastir zur ungarischen Grenze befindet sich im Bau und soll im Juni 2025 freigegeben werden.
Von 1996 bis 1999 wurden zunächst 126,8 Autobahnkilometer freigegeben, sodass sich das Autobahnnetz auf 381,9 km als Voll- und 53,1 km als Halbausbau vergrößerte. In der ersten Hälfte der 2000er Jahre wurden Abschnitte mit einer Länge von 444,5 km, davon 14,4 km als Halbautobahnen, freigegeben. Das Autobahnnetz betrug Ende 2005 879,5 km, davon waren 67,5 km als Halbautobahnen eröffnet.
Im Zeitraum von 2006 bis 2010 konnten 252,4 km fertiggestellt werden. Ende 2010 betrug das fertiggestellte Autobahnnetz 1106,3 km. Dabei wurde die 1000 km-Marke mit der Eröffnung des 40,3 km langen Abschnittes der Autobahn A1 zwischen Šestanovac und Ravča am 22. Dezember 2008 überschritten. Ab 2011 wurden weitere 104,7 Autobahnkilometer fertiggestellt und eröffnet. Das aktuelle Autobahnnetz beträgt daher 1211 km.
Ende 2012 gab die kroatische Regierung bekannt, das gesamte staatlich betriebene Netz mit den beiden öffentlichen Betreibern HAC und ARZ privatisieren zu wollen.
Bis zum Beitritt Kroatiens zur Eurozone zu Jahresbeginn 2023 war die Kroatische Kuna als Landeswährung Hauptzahlungsmittel der Streckenmaut. Zahlungen in Euro wurden angenommen, Rückgeld aber wurde immer in Kuna ausgegeben. Im Übergang zum Euro wurden bis Mitternacht des 14. Januar 2023 (also für zwei Wochen) noch Kuna angenommen. Seitdem erfolgen alle Mautzahlungen in Euro.

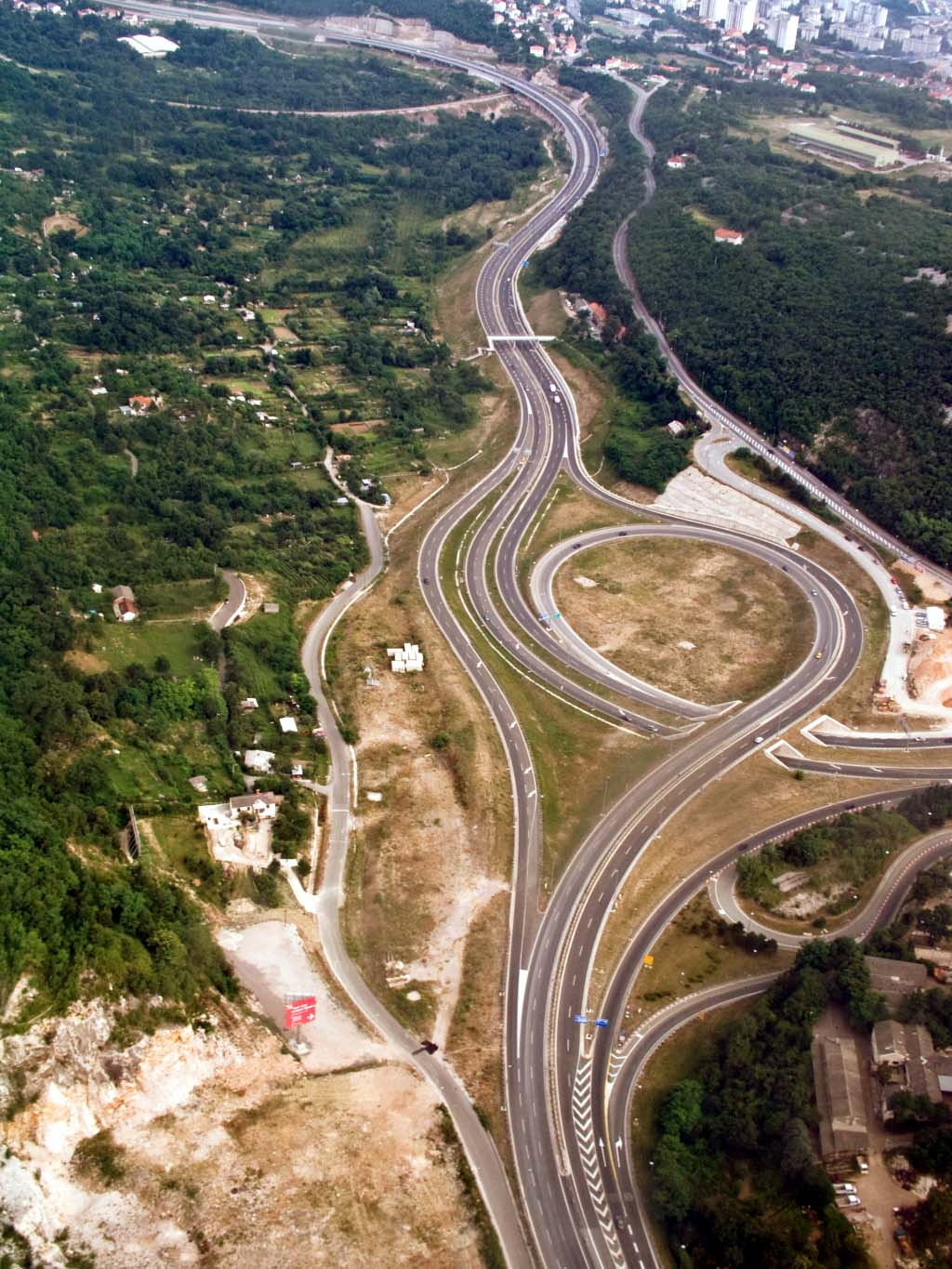
Das Autobahndreieck Orehovica zwischen der A6 und A7 bei Rijeka.
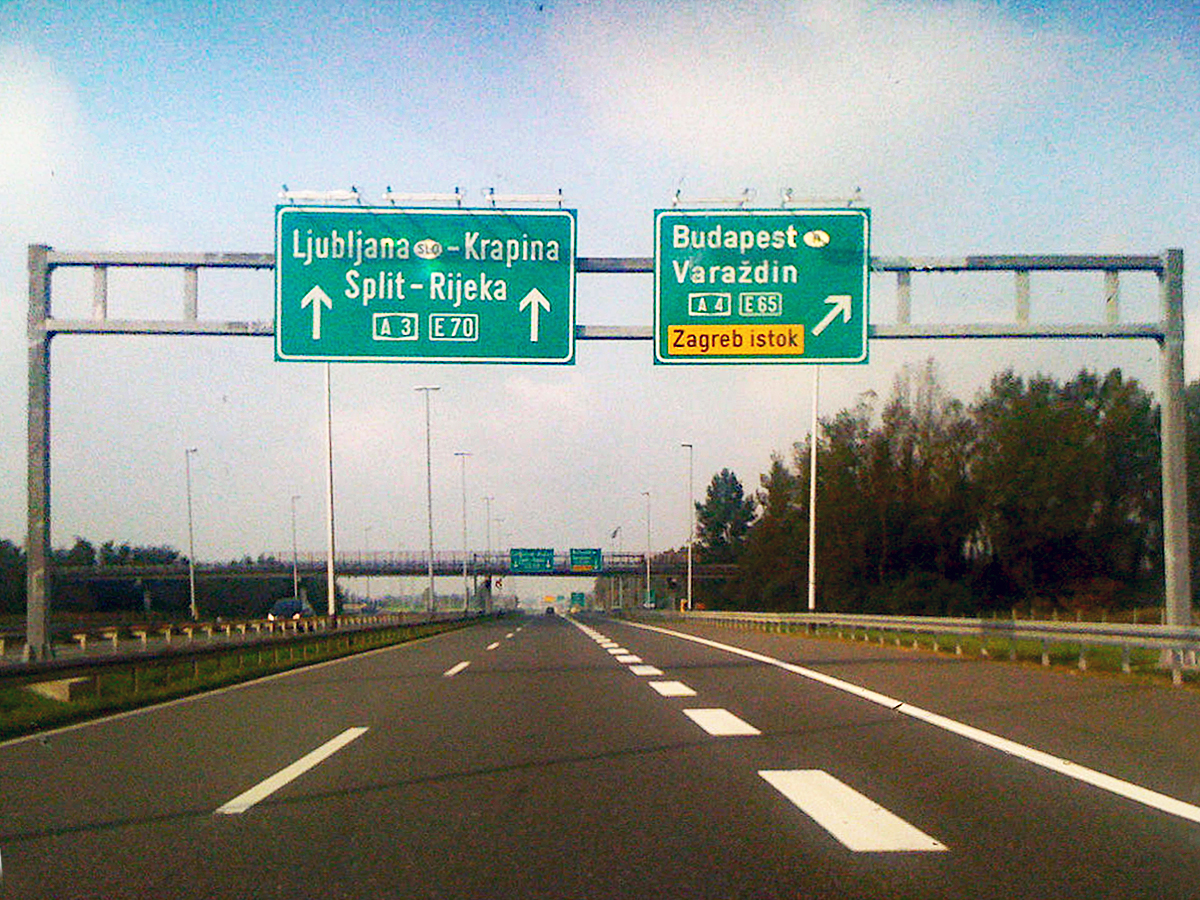
Die A3 am Autobahndreieck mit der A4 südöstlich von Zagreb in Richtung Ljubljana.
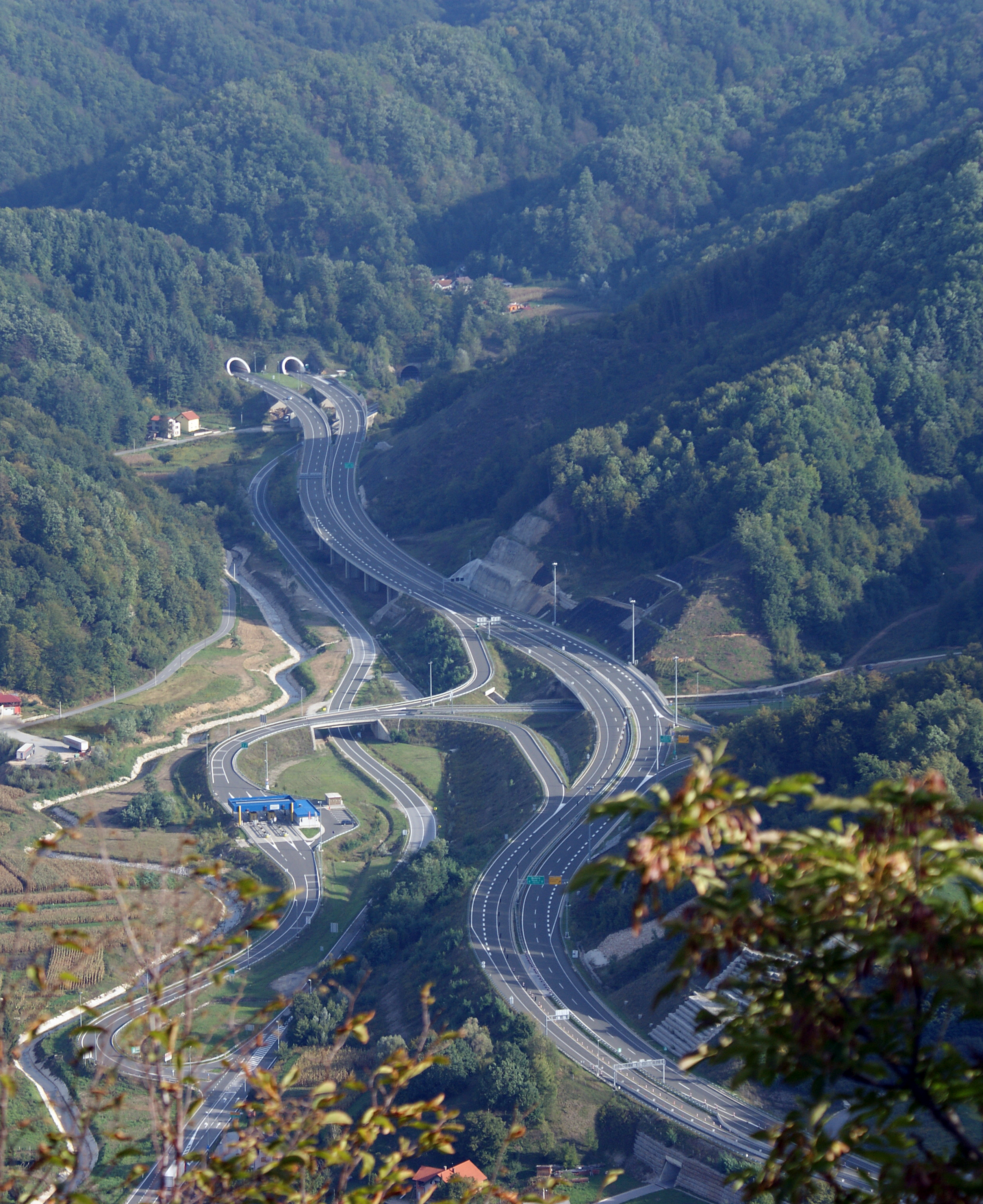
Die A2 bei Đurmanec. Blick vom Berg Brezovica.
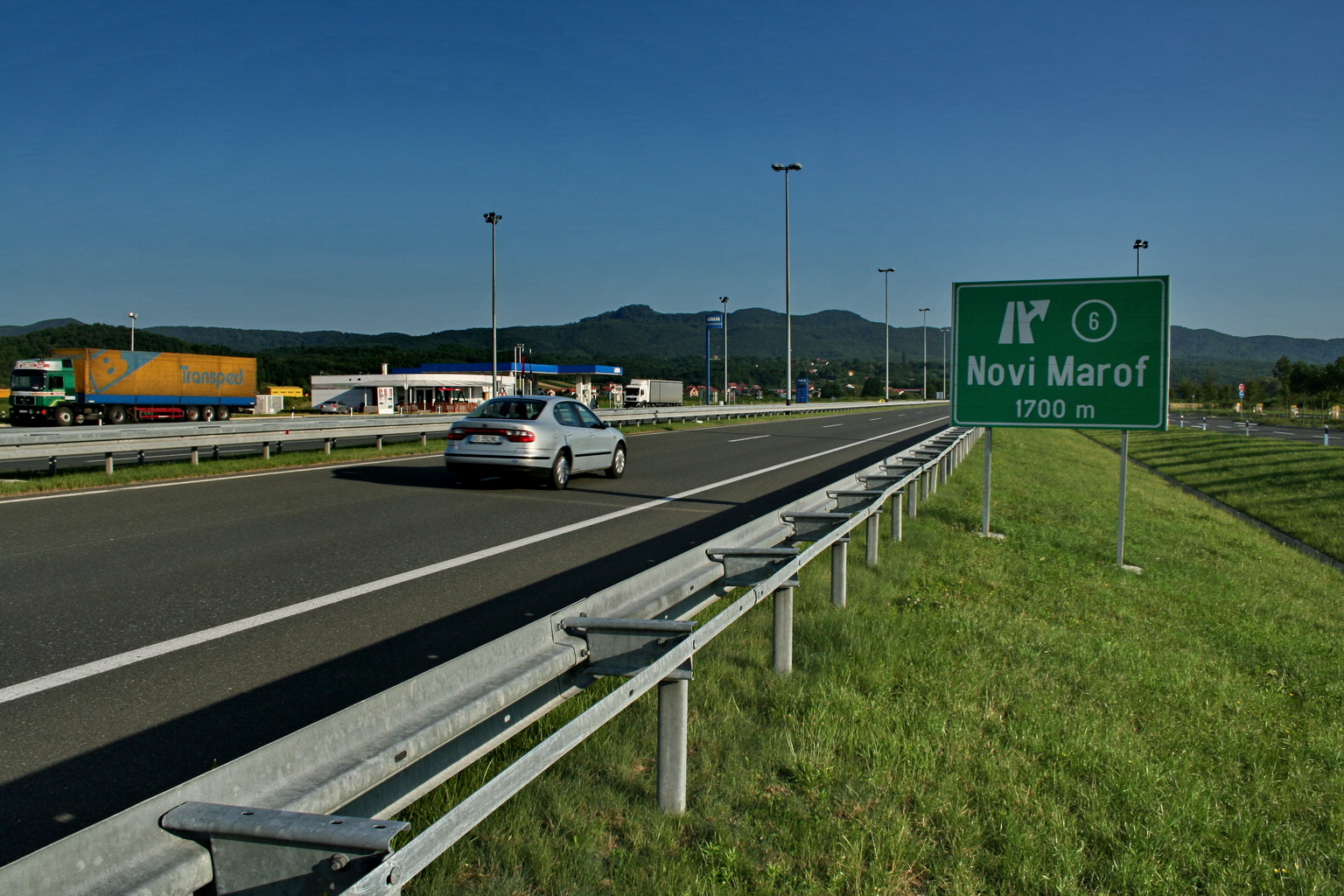
Die Ausfahrt Novi Marof im Verlauf der A4.
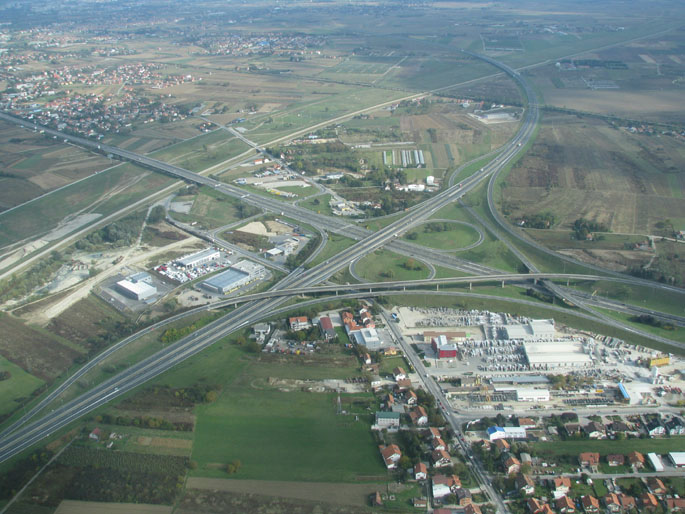
Das Autobahnkreuz Lučko bei Zagreb zwischen der A3 und der A1.
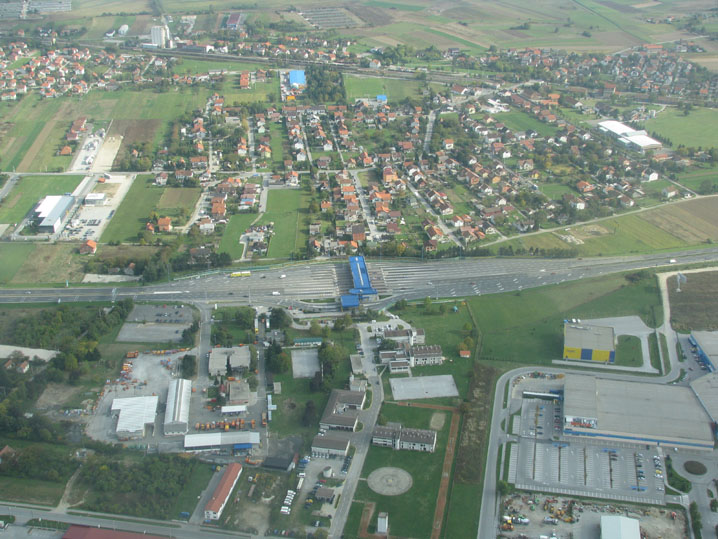
Die Mautstelle Lučko im Verlauf der A1 in Nähe des gleichnamigen Autobahnkreuzes.

### Verkehrsfreigabe 1972 – 1991
- Abschnitt der A6: Orehovica – Kikovica (10,5 km; eröffnet am 9. September 1972)
- Abschnitt der A1: Zagreb – Karlovac (39,3 km; eröffnet am 29. Dezember 1972)
- Abschnitt der A3: Jankomir (Zagreb) – Lučko (5,9 km; eröffnet 1979)
- Abschnitt der A2 als Halbautobahn: Jankomir – Zaprešić (8,2 km; eröffnet 1980)
- Abschnitt der A3: Ivanja Reka – Lipovljani (76,5 km; eröffnet 1980)
- Abschnitt der A3: Lučko – Ivanja Reka (22,1 km; eröffnet 1981)
- Abschnitt der A6 als Halbautobahn: Kikovica – Oštrovica (7,3 km; eröffnet 1982)
- Abschnitt der A3: Lipovljani – Okučani (35,8 km; eröffnet 1985)
- Abschnitt der A3: Okučani – Prvča (7,5 km; eröffnet 1986)
- Abschnitt der A7 als Halbautobahn: Diračje – Orehovica (8,3 km; eröffnet im Juli 1988)
- Abschnitt der A3: Prvča – Brodski Stupnik (40,6 km; eröffnet 1988)
- Abschnitt der A3: Brodski Stupnik – Slavonski Brod-zapad (8,8 km; eröffnet 1989)
- Abschnitt der A7: Matulji – Diračje (4 km; eröffnet 1990)
- Abschnitt der A2: Zaprešić – Gubaševo (17,5 km; eröffnet 1991)
- Abschnitt der A3: Slavonski Brod-zapad – Slavonski Brod-istok (8,8 km; eröffnet 1991)
- Abschnitt der A7: Jušići – Matulji (7,1 km; eröffnet 1991)

### Verkehrsfreigabe 1996 – 2005
- Abschnitt der A2: Gubaševo – Krapina (15,7 km; eröffnet 1996)
- Abschnitt der A3: Slavonski Brod-istok – Oprisavci (10,9 km; eröffnet 1996)
- Abschnitt der A6 als Halbautobahn: Oštrovica – Delnice (21,4 km; eröffnet 1996)
- Abschnitt der A4: Čakovec – Goričan (16 km; eröffnet 1997)
- Abschnitt der A6 als Halbautobahn: Delnice – Kupjak (7,9 km; eröffnet 1997)
- Abschnitt der A4: Popovec – Komin (22,4 km; eröffnet 1998)
- Abschnitt der A4: Varaždin – Čakovec (15,6 km; eröffnet 1998)
- Abschnitt der A3: Oprisavci – Velika Kopanica (16,9 km; eröffnet 1999)
- Abschnitt der A3: Jankomir – Staatsgrenze HR/SI (13,7 km; eröffnet 2000)
- Abschnitt der A4: Komin – Breznički Hum (12,3 km; eröffnet 2000)
- Abschnitt der A4: Ivanja Reka – Popovec (6 km; eröffnet 2000 als Halbautobahn und 2003 als Vollautobahn)
- Abschnitt der A1: Karlovac – Vukova Gorica (18,2 km; eröffnet 2001)
- Abschnitt der A3: Velika Kopanica – Županja (26 km; eröffnet 2002)
- Abschnitt der A1: Vukova Gorica – Bosiljevo – Mala-Kapela-Tunnel (39,4 km; eröffnet am 30. Juni 2003)
- Abschnitt der A1: Gornja Ploča – Tunnel Sveti Rok – Zadar (54,4 km; eröffnet am 30. Juni 2003)
- Abschnitt der A4: Breznički Hum – Varaždin (23,3 km; eröffnet 2003)
- Abschnitt der A6: Kupjak – Vrbovsko (19,8 km; eröffnet 2003)
- Abschnitt der A1: Zadar – Pirovac (37 km; eröffnet am 30. Juni 2004)
- Abschnitt der A1: Vrpolje – Dugopolje (44,7 km; eröffnet am 30. Juni 2004)
- Abschnitt der A1: Mala-Kapela-Tunnel – Gornja Ploča (100,8 km; eröffnet am 24. Juli 2004)
- Abschnitt der A7: Jurdani – Jušići (3,7 km; eröffnet 2004)
- Abschnitt der A6: Bosiljevo – Vrbovsko (14,4 km; eröffnet als Halbautobahn 2004, als Vollautobahn 2007)
- Abschnitt der A1: Pirovac – Vrpolje (33,5 km; eröffnet am 26. Juni 2005)
- Abschnitt der A7: Staatsgrenze HR/SI – Jurdani (11 km; eröffnet 2005)

### Verkehrsfreigabe ab 2006

Das vollausgebaute, zukünftige Autobahnnetz nach aktuellem Planungsstand

- Abschnitt der A7: Orehovica – Sveti Kuzam (6,4 km; eröffnet im Mai 2006)
- Abschnitt der A2 als Vollautobahn: Jankomir – Zaprešić (eröffnet 2006)
- Abschnitt der A3: Županja – Staatsgrenze HR/RS (30,4 km; eröffnet 2006)
- Abschnitt der A2: Krapina – Macelj (HR/SI) (19,4 km; eröffnet am 29. Mai 2007)
- Abschnitt der A1: Dugopolje – Šestanovac (36,9 km; eröffnet am 27. Juni 2007)
- Abschnitt der A5: Sredanci – Đakovo (23 km; eröffnet am 9. November 2007)
- Abschnitt der A6 als Vollautobahn: Kikovica – Oštrovica (eröffnet 2007)
- Abschnitt der A6 als Vollautobahn: Oštrovica – Delnice – Kupjak (eröffnet am 22. Oktober 2008)
- Abschnitt der A4: Goričan – Staatsgrenze HR/HU (1,4 km; eröffnet am 22. Oktober 2008)
- Abschnitt der A1: Šestanovac – Ravča (40,3 km; eröffnet am 22. Dezember 2008)
- Abschnitt der A5: Đakovo – Osijek (32,5 km; eröffnet 17. April 2009)
- Abschnitt der A11: Velika Gorica – Buševec (9 km; eröffnet am 9. Mai 2009)
- Abschnitt der A7 als Vollautobahn: Diračje – Orehovica (8,3 km; eröffnet im Dezember 2009)
- Abschnitt der A9: Kanfanar – Pula (27,5 km; eröffnet am 20. Juni 2010)
- Abschnitt der A9: Umag – Kanfanar (49 km; eröffnet am 14. Juni 2011)
- Abschnitt der A1: Ravča – Vrgorac (10,3 km; eröffnet am 30. Juni 2011)
- Abschnitt der A8: Kanfanar – Rogovići (Pazin) (18,1 km; eröffnet am 29. Oktober 2011)
- Abschnitt der A7: Sveti Kuzam – Hreljin (5,3 km; eröffnet am 16. Juli 2013)
- Abschnitt der A7: Hreljin – Križišće (5,2 km; eröffnet am 16. Juli 2013 als Halbautobahn und Ende Dezember 2013 als Vollautobahn[5])
- Abschnitt der A1: Vrgorac – Ploče – Metković (12,2 km; eröffnet am 20. Dezember 2013)
- Abschnitt der A10: Metković (A1) – Staatsgrenze HR/BA (4,6 km; eröffnet am 20. Dezember 2013)
- Abschnitt der A5: Sredanci – Svilaj (2,6 km; eröffnet am 2. März 2015)
- Abschnitt der A11: Buševec – Lekenik (11,4 km; eröffnet am 22. April 2015)
- Abschnitt der A11: Velika Gorica - Jakuševec (Zagreb) (9 km; eröffnet am 3. November 2015)
- Abschnitt der A8: Rogovići – Cerovlje (11 km; eröffnet am 5. November 2020)
- Abschnitt der A8: Cerovlje – Lupoglav (14,4 km; eröffnet am 26. Juli 2021)
- Abschnitt der A5: Svilaj – Staatsgrenze HR/BA (2,3 km; eröffnet am 30. September 2021)
- Abschnitt der A5: Osijek – Beli Manastir (24,5 km; eröffnet am 2. Dezember 2022)
- Abschnitt der A8: Lupoglav - Vranja (4 km; eröffnet im April 2023)
- Abschnitt der A8: Zweite Röhre des Učka-Tunnels (5 km; 13. September 2024)
- Abschnitt der A5: Lekenik - Sisak (11 km; eröffnet am 10. Oktober 2024)

## Maut

### Mautsystem
Mautpflicht besteht auf allen kroatischen Autobahnen, mit Ausnahme der Umfahrungsautobahn rund um Zagreb. Das kroatische Autobahnnetz ist, mauttechnisch gesehen, ein sternförmig-geschlossenes System mit dem Zentrum Zagreb. Die meisten Autobahnverbindungen enden bei der Hauptstadt Zagreb, weshalb jeweils vor Erreichen dieses Zentrums Mautbarrieren überquert werden müssen. Ab Zagreb erreicht man ohne weitere Stops die jeweilige Zielausfahrt.
Die Maut wird stets beim Verlassen der Autobahn, an allen Ausfahrts-Mautstellen, geleistet. Die Fahrer erhalten bei der Auffahrt zur Autobahn an dafür vorgesehenen Automaten eine Quittung, die belegt, wo man aufgefahren ist. Diese Quittung muss beim Verlassen der Autobahn vorgewiesen werden. Anhand der abgefahrenen Kilometer wird dann die Maut berechnet. Eine Umgehung dieser Prozedur ist nicht möglich, da es für jede Fahrtrichtung gesonderte Raststätten und keine Umkehrmöglichkeiten gibt. Ebenso wird jedes Fahrzeug per Videoüberwachung an den Mautstellen registriert. Ab 2026 führt Kroatien ein digitales Mautsystem, die sogenannte E-Vignette, ein. Damit ersetzt das Land die bisherige manuelle Mauterhebung auf den Autobahnen und verbessert den Verkehrsfluss. Künftig wird das Fahrzeug einfach über das Kennzeichen registriert, sodass kein Anhalten an der Mautstation mehr notwendig sein wird. Diese digitale Registrierung wird automatisch bei der Einfahrt ins Autobahnsystem überprüft.
Die Maut wird in Euro berechnet und bezahlt. Es besteht auch die Möglichkeit zur Bezahlung mittels Kreditkarte oder mittels des elektronischen Funk-Mautabrechnungssystems ENC (kroatisch elektronička naplata cestarine, dt. elektronische Mautabrechnung, engl. abgekürzt ETC). Für ENC-Nutzer gibt es an vielen Ausfahrten eigene Durchfahrtsspuren. Einzelne abgelegene Autobahn-Ausfahrten sind auch nur für ENC-Nutzer offen und können mit Mautticket nicht genutzt werden. Für Transportunternehmen gibt es gesonderte Tarife, die ein Ausweichen des Schwerverkehrs auf Regionalstraßen verhindern sollen.
Die größte Mautstelle Kroatiens ist die Mautstelle Lučko an der A1 vor Zagreb. Im Juni 2009 wurde eine zusätzliche Mautstelle zur Mautstelle Lučko fertiggestellt, die sich etwa zwei Kilometer vor dieser befindet. An der Mautstelle Demerje werden lediglich bargeldlose Zahlungsmittel akzeptiert.

### Betreibergesellschaften

Logo des Betreibers AZM

#### AZM
Die Autocesta Zagreb–Macelj (AZM) ist eine Holding, welche zu 49 % im Besitz der kroatischen Regierung und zu 51 % den in der Firma Pyhrn Concession Holding GmbH zusammengefassten, ausführenden Unternehmen (allen voran die österreichische Strabag) gehört. Sie verwaltet die 59,2 km lange A2 von Macelj an der slowenischen Grenze bis zum Autobahnkreuz Jankomir bei Zagreb in der Form einer öffentlich-privaten Partnerschaft. Sie ist damit die kleinste aller Autobahngesellschaften.
Die Gesellschaft wurde zur Finanzierung, zum Bau und Betrieb der A2 mit der Entscheidung der kroatischen Regierung am 27. März 2003 beauftragt. Die Konzession zwischen der Regierung und der Gesellschaft wurde am 11. Juli 2003 unterzeichnet. Sie hat eine Dauer von 28 Jahren und endet im Jahr 2032. Der Betrieb und die Wartung der Autobahn wurden mit einem Vertrag vom 29. Juni 2004 von der AZM auf die Gesellschaft Egis Road Operation Croatia (ein Tochterunternehmen der Egis Projects) übertragen.
Das Grundkapital betrug zuerst 60 Millionen Euro und wurde 2008 auf 12 Millionen Euro verringert.

#### ARZ

Logo des Betreibers ARZ

Die Autocesta Rijeka–Zagreb d.d. (ARZ) war für die gesamte Autobahnverbindung von Rijeka nach Zagreb zuständig, also auch für die A1 zwischen Lucko und Bosiljevo. Daneben fielen auch die A6, A7 sowie die Krk-Brücke in den Zuständigkeitsbereich.
Im Rahmen der Umstrukturierung des kroatischen Straßennetzes wurde am 11. Dezember 1997 von der kroatischen Regierung die Gründung der Aktiengesellschaft Autocesta Rijeka – Zagreb d.o.o. für den Bau und Betrieb der Autobahnverbindung von Rijeka nach Zagreb mit dem Sitz in Zagreb beschlossen. Die Geschäftstätigkeit begann am 15. März 1998 mit der Planung, Vorbereitung und Verwaltung des restlichen Autobahnbaus. Mautabgaben werden ab dem 1. April 1998 von der Gesellschaft eingenommen, davor wurden sie von der kroatischen Straßenbehörde eingenommen. Dem Unternehmen wurde eine 28-jährige Konzession erteilt, die bis 2026 läuft. Das Grundkapital betrug 2,152 Milliarden Kuna (entspricht etwa 280 Mio. Euro). Das Unternehmen ist zu 100 % im Besitz der kroatischen Regierung.
Mit der Entscheidung der Regierung vom 2. August 2007 wurde die Konzession erweitert und die Laufzeit für die Autobahnverbindung von Rijeka nach Zagreb verlängert. Dies wurde am 23. August 2007 unterzeichnet.
Zum 1. Januar 2021 wurde die Gesellschaft aufgelöst und mit der ebenfalls staatlichen Hrvatske autoceste verschmolzen.

#### Bina-Istra

Logo des Betreibers Bina-Istra

Die Bina-Istra d.d. ist ausschließlich auf der Halbinsel Istrien als Konzessionär im Rahmen einer öffentlich-privaten Partnerschaft für die Planung, den Bau, Betrieb die Finanzierung der Autobahnen A8 und A9 zuständig. Als Betreiber ist seit 1998 die Tochtergesellschaft Bina-Istra upravljanje i održavanje zur Instandhaltung der fertiggestellten Autobahnabschnitte engagiert.
Der Konzessionsvertrag zwischen der Regierung und der Gesellschaft wurde am 21. September 1995 für einen Zeitraum von 32 Jahren unterzeichnet. Das Projekt umfasst die Finanzierung, Planung, Bau und Betrieb der Straßennetzlänge von 141 km. Zusätzlich wurde der Betrieb des bestehenden 54 km langen Abschnittes, einschließlich des Učka-Tunnels, übernommen. Die Realisierung des Projektes erfolgt in mehreren Etappen. In der ersten Phase wurde im Zeitraum von 1997 bis 2006 die erste Fahrbahn gebaut und die Abschnitte als Schnellstraße beschildert. Die Baukosten beliefen sich auf 270 Mio. Euro. In der zweiten Etappe erfolgt der Zubau der zweiten Fahrbahn. Die Realisierung begann 2007. Die bisherigen Baukosten beliefen sich auf 316 Mio. Euro. Alle Baumaßnahmen werden über Kredite finanziert.

#### HAC

Logo des Betreibers HAC

Die Hrvatske autoceste (HAC) ist die größte aller Autobahngesellschaften und ist zu 100 % im Besitz des kroatischen Verkehrsministeriums. Sie wurde 1991 gegründet und ist für Investitionen in die kroatische Autobahn-Infrastruktur und deren anschließende Nutzung verantwortlich. Die Gesellschaft betreibt derzeit neun von insgesamt dreizehn kroatischen Autobahnen.
Bis 2004 konnte der Bau der Autobahn Zagreb–Split fertiggestellt werden. Seit Ende 2013 existiert eine Verbindung bis nach Ploče bzw. Metković. Die Weiterführung in Richtung Dubrovnik befindet sich in Planung. Ein weiteres Großprojekt der HAC ist die Verbindung zwischen Ungarn und Bosnien (A5). Außerdem existieren Pläne für den Bau einer weitläufigen Umfahrung um Zagreb.

## Kunstbauten
| Pos. | Name                 | Kategorie | Straße | 1. Röhre | 2. Röhre | Eröffnung                                       | Stand                                                 |
| ---- | -------------------- | --------- | ------ | -------- | -------- | ----------------------------------------------- | ----------------------------------------------------- |
| 01.  | Mala Kapela          | Tunnel    | A1     | 5801 m   | 5780 m   | 1. Röhre: 15. Juni 2005 2. Röhre: 30. Mai 2009  | in Betrieb                                            |
| 02.  | Sveti Rok            | Tunnel    | A1     | 5727 m   | 5727 m   | 1. Röhre: Juni 2003 2. Röhre: 30. Mai 2009      | in Betrieb                                            |
| 03.  | Učka                 | Tunnel    | A8     | 5062 m   | –        | 1. Röhre: 27. Sep. 1981 2. Röhre: 13. Sep. 2024 | 1. Röhre: Sanierung bis Mai 2025 2. Röhre: in Betrieb |
| 04.  | Sveti Ilija          | Tunnel    | D532   | 4045 m   | –        | 7. August 2013                                  | in Betrieb                                            |
| 05.  | Crvena Greda         | Tunnel    | A1     | 2340 m   | 2340 m   | –                                               | in Planung                                            |
| 06.  | Plasina              | Tunnel    | A1     | 2300 m   | 2300 m   | Januar 2004                                     | in Betrieb                                            |
| 07.  | Pelješac (1)         | Brücke    |        | 2170 m   | –        | –                                               | Weiterbau seit 2018 Fertigstellung 2022               |
| 08.  | Tuhobić              | Tunnel    | A6     | 2141 m   | 2141 m   | 1. Röhre: 1997 2. Röhre: 22. Okt. 2008          | in Betrieb                                            |
| 09.  | Jezevac              | Tunnel    | A1     | 1800 m   | 1800 m   | –                                               | in Planung                                            |
| 10.  | Sveta Tri Kralja     | Tunnel    | A2     | 1740 m   | 1740 m   | 28. Mai 2007                                    | in Betrieb                                            |
| 11.  | Hum (Pitve – Zavala) |           | 67190  | 1600 m   | –        |                                                 | in Betrieb                                            |
| 12.  | Katina               | Tunnel    | A1     | 1600 m   | 1600 m   | –                                               | in Planung                                            |
| 13.  | Brinje               | Tunnel    | A1     | 1561 m   | 1560 m   | 15. Juli 2004                                   | in Betrieb                                            |
| 14.  | Vratnik              | Tunnel    | A7     | 1560 m   | 1560 m   | –                                               | in Planung                                            |
| 15.  | Debela Ljut          | Tunnel    | A1     | 1550 m   | 1550 m   | –                                               | in Planung                                            |
| 16.  | Selca – Dubovica     |           | D116   | 1516 m   | –        |                                                 | in Betrieb                                            |

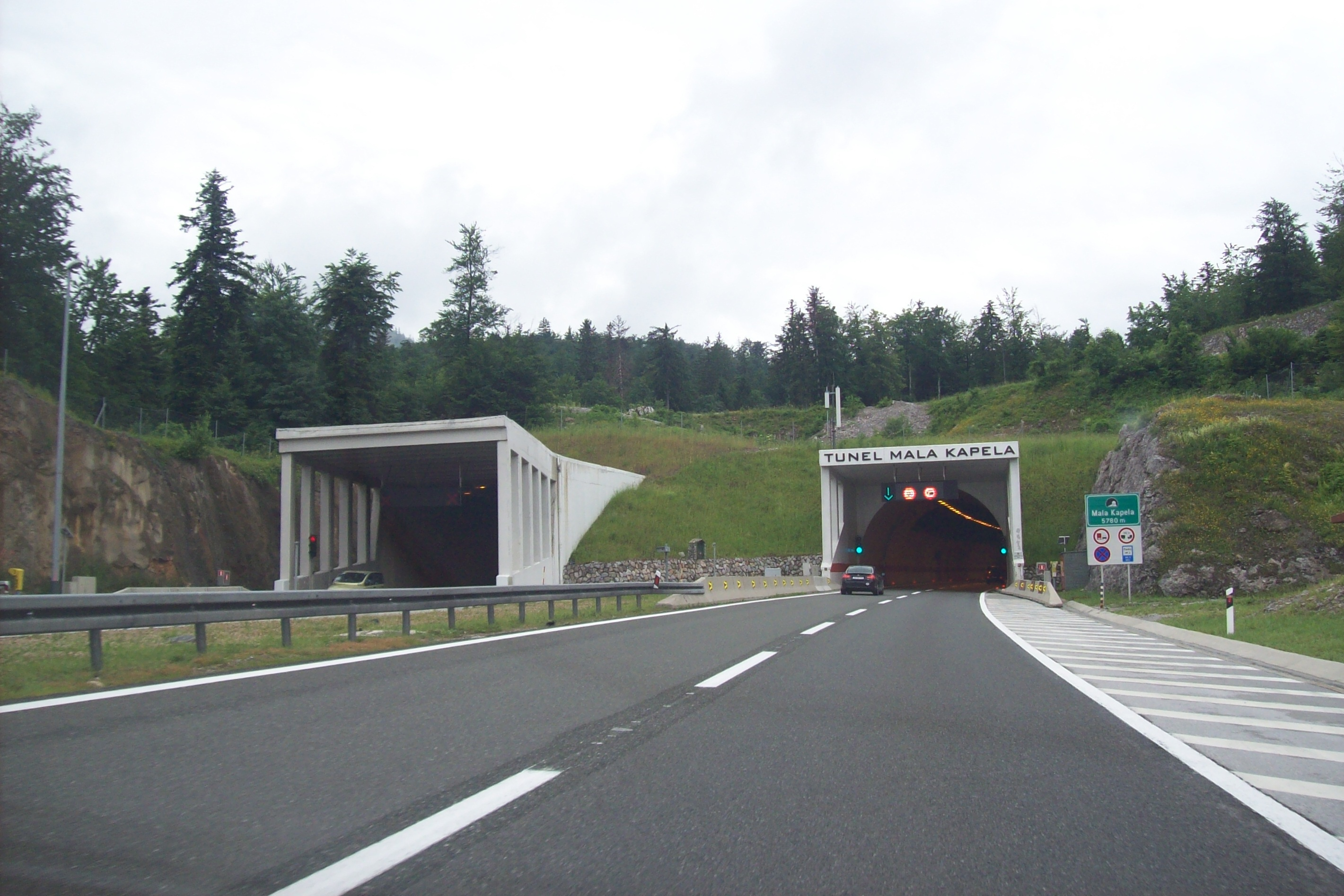
Einfahrt in den Mala-Kapela-Tunnel, den längsten Tunnel Kroatiens (2010).

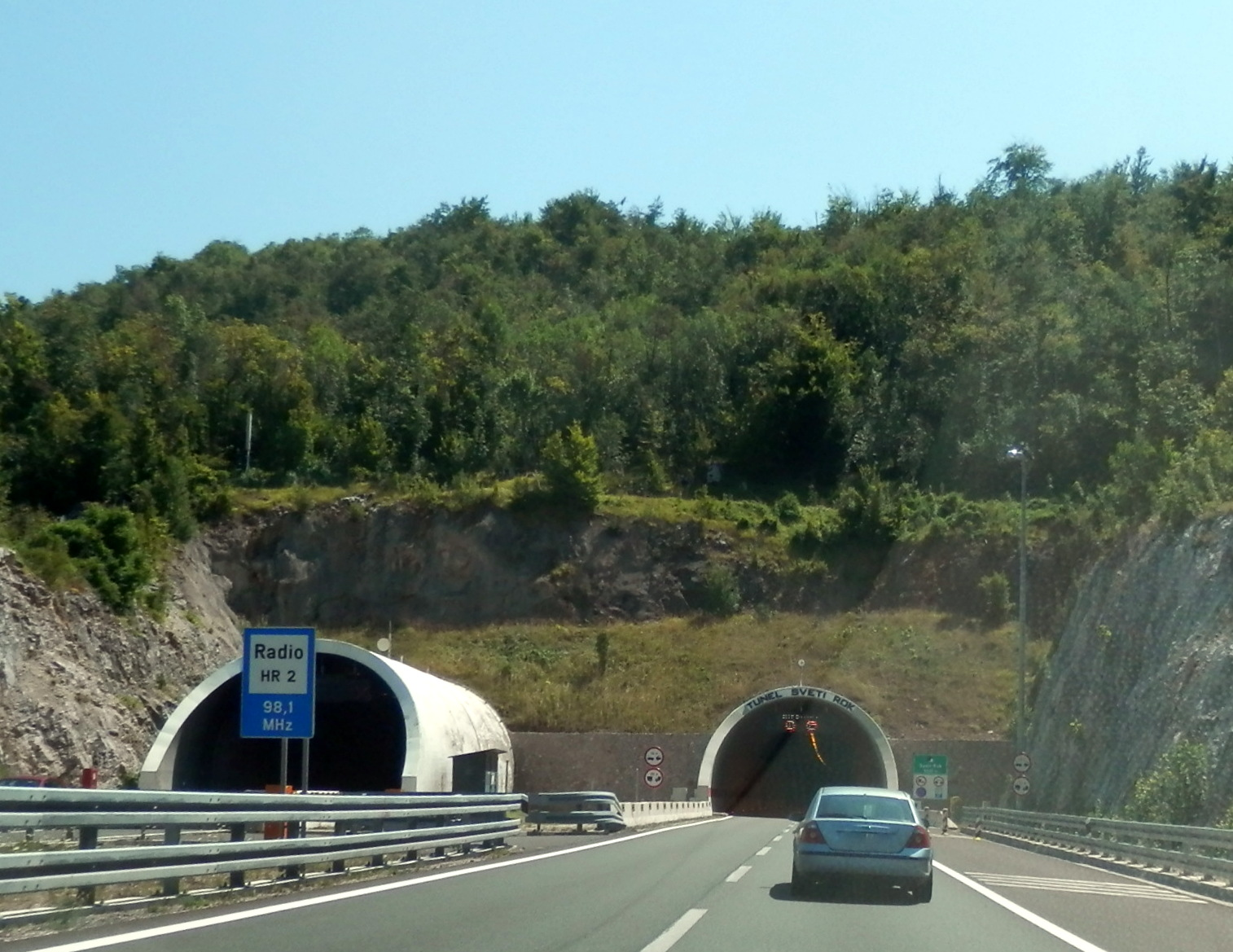
Die A1 südlich vom Tunnel Sveti Rok.

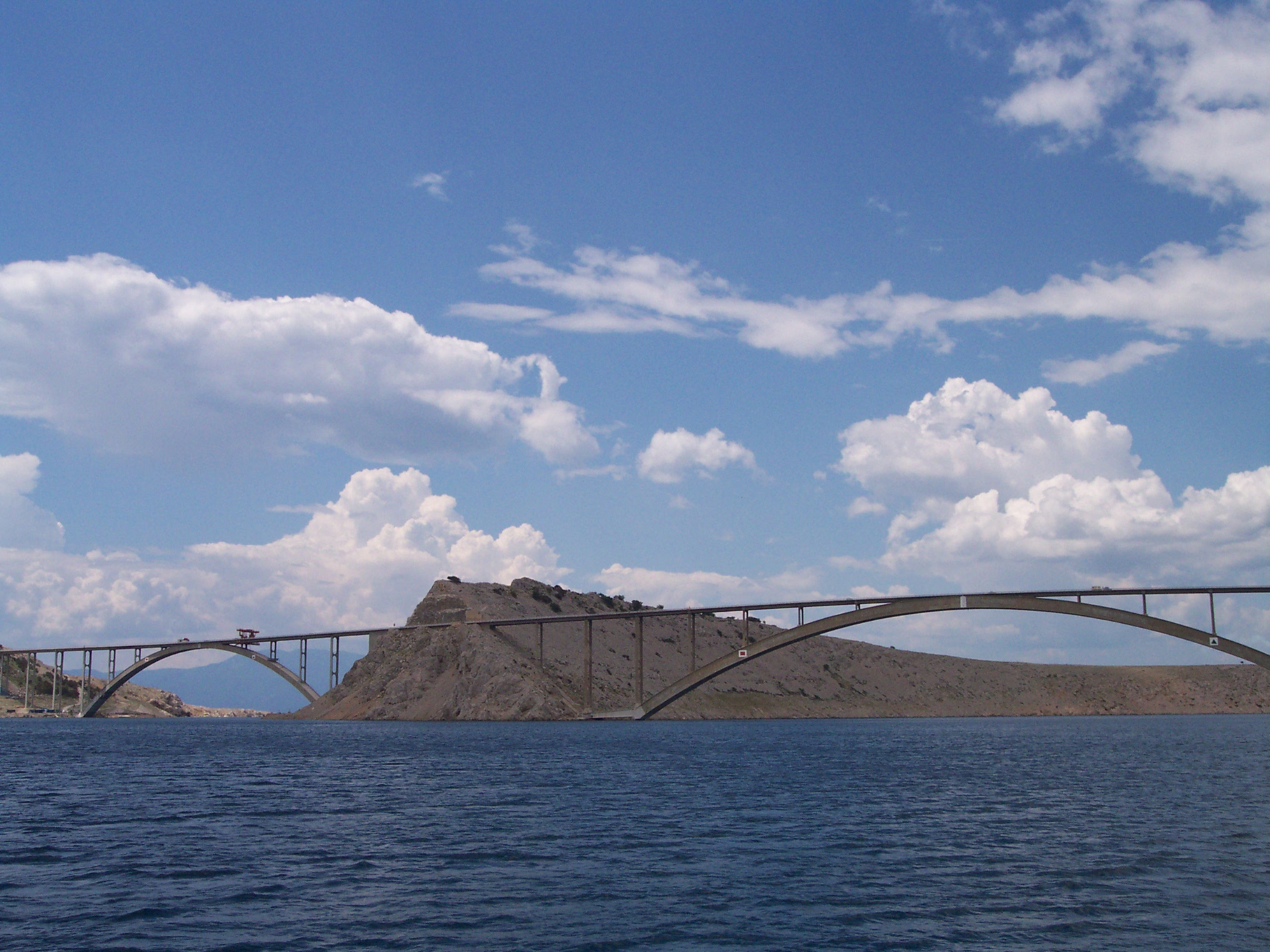
Brücke auf die Insel Krk.

Wichtige Tunnel- und Brückenprojekte in Süddalmatien stehen ebenfalls bevor. Dazu zählt die zweitlängste Brücke Kroatiens, die Pelješac-Brücke, die von Komarna über den Neretva-Kanal zur Halbinsel Pelješac führt. Am 10. November 2005 wurde mit dem Bau begonnen. Die Kosten dafür sollten sich auf bis zu 300 Mio. Euro belaufen. Die Brücke ermöglicht eine Umgehung des bosnischen Territoriums und eine vollständige Anbindung der süddalmatinischen Straßen an das gesamtkroatische Straßennetz. Ebenso wird somit der Umweg auf die Halbinsel Pelješac, wie auch die Inseln Korčula und Lastovo um 32 km verkürzt. Kroatien ist eines der wenigen Länder in der Welt, dessen Territorium auf dem Festland durch einen anderen Staat zweigeteilt wird. Im Falle Kroatiens wird der südliche Landesteil (die Gespanschaft Dubrovnik-Neretva) durch einen schmalen Streifen rund um die Stadt Neum, welche zu Bosnien und Herzegowina gehört (weniger als 10 km Überquerungsweg), getrennt. Seit Fertigstellung der Brücke 2022 kann somit die süddalmatinische Bevölkerung auch ohne Pass ins Landesinnere reisen.

## Baukosten
| Autobahn | Kilometerkosten | Kilometerkosten | Gesamtkosten | Gesamtkosten |
| Autobahn | in Tsd. HRK     | in Tsd. EUR     | in Tsd. HRK  | in Tsd. EUR  |
| -------- | --------------- | --------------- | ------------ | ------------ |
| A1       | 056.472         | 07.632          | 32.221.558   | 4.354.265    |
| A2       | 061.432         | 08.302          | 03.686.554   | 0.498.183    |
| A3       | 029.983         | 04.431          | 09.156.011   | 1.237.299    |
| A4       | 044.317         | 05.989          | 04.294.331   | 0.580.315    |
| A5       | 066.650         | 09.007          | 05.909.850   | 0.798.628    |
| A6       | 046.578         | 06.294          | 03.784.000   | 0.511.351    |
| A7       | 054.701         | 07.392          | 05.928.467   | 0.801.144    |
| A8       | 022.827         | 03.085          | 01.455.000   | 0.196.622    |
| A9       | 025.887         | 03.498          | 02.166.762   | 0.292.806    |
| A10      | 106.250         | 14.358          | 00.850.000   | 0.114.865    |
| A11      | 089.146         | 12.047          | 04.252.274   | 0.574.632    |
| Summe    | 048.673         | 06.578          | 73.704.806   | 9.960.109    |